# Conseil des oulémas
Le Conseil des grands ouléma (en arabe : هيئة كبار العلماء السعودية) est un organe religieux du gouvernement saoudien placé sous l'autorité du Grand mufti d'Arabie saoudite. Il compte actuellement une vingtaine d'érudits musulmans (ouléma) affiliés aux différentes écoles (madahib) de jurisprudence (fiqh) de l'islam sunnite. Depuis 2010, ils sont, avec quelques autres érudits (sur les milliers que compte le pays), les seuls autorisés à émettre des avis juridiques (fatawa) par le pouvoir royal.

## Histoire
Le Comité permanent de la recherche scientifique et de l'iftaa (qui remplace l'ancienne Dar al-Iftaa) et Conseil des oulémas sont institués par ordonnance royale en 1971. Le roi Fayçal place à la tête du premier un de ses plus proches conseillers en la personne d'Ibrahim ben Mohammed Al ach-Cheikh, tandis que la direction du second est assurée par une présidence tournante. En 1975, elle est remplacée par la présidence permanente d'Ibn Baz.
Jusqu'en 2009, le corps est, à quelques exceptions près, limité aux membres de l'école (madhhab) de jurisprudence (fiqh) hanbalite. Le 14 février de cette année, le roi Abdallah élargit le Conseil afin d'inclure des érudits musulmans (ouléma) des trois autres écoles de jurisprudence sunnites, à savoir le hanafisme, le malikisme et le shâfi'îsme. Malgré cette ouverture en matière de droit, les observateurs constatent que les membres du Conseil continuent à partager des positions wahhabites en matière de dogme (aqidah).

## Avis juridiques
Le Conseil examine les demandes d'avis juridiques (fatawa) préparées par les 4 ou 5 membres du Comité permanent de la recherche scientifique et de l'iftaa. Les membres du Conseil sont nommés pour des mandats de quatre ans. 
En 2010, le roi Abdallah décrète que seuls les érudits musulmans officiellement approuvés par l'État (c'est-à-dire principalement ceux qui siègent au sein du Conseil) sont autorisés à émettre des avis juridiques dans son royaume. En conséquence de quoi, le site islamqa.info supervisé par Muhammad Al-Munajjid (taxé de qutbisme par le gouvernement saoudien) est bloqué dans le pays,.
Le Conseil des oulémas et le Comité permanent examinent les avis juridiques, les a'immah se chargent de les communiquer à la population et le Comité pour la promotion de la vertu et la prévention du vice (dont dépend la police religieuse) de faire respecter leur application.

## Membres

### Actuels
Fin 2019, le Conseil compte une vingtaine de membres, parmi lesquels : 
- Abdelaziz ben Abdallah Al ach-Cheikh (président depuis 1999)
- Saleh Al-Fawzan
- Mohammed Al-Issa
- Bandar Baleela

### Anciens
- Ibrahim ben Mohammed Al ach-Cheikh
- Abd al-Aziz ibn Baz (président de 1975 à 1999)
- Mohammed ash-Shanqîtî
- Ibn Humaid

## Surveillance
Selon Simon Henderson, le conseil doit donner une fatwa d'approbation avant le couronnement d'un nouveau roi. Selon le Dictionnaire de l'islamisme du Columbia World, le Conseil sert en théorie à guider le roi d'Arabie saoudite et à vérifier son "obéissance absolue" à la loi islamique, sur laquelle repose l'autorité absolue du souverain sur la population. Cependant, dans la pratique, le conseil ne se déclare"pratiquement jamais opposé à toute proposition de la part de la famille royale.".

## Soutien de la monarchie
Le Conseil est souvent utilisé afin de fournir un soutien religieux aux lois émises par le gouvernement. Par exemple, en 2011, une fatwa est émise contre les manifestations de protestation, les qualifiant de "déviations intellectuelles et de connexions partisanes". Les manifestations "et tout ce qui conduit à la désunion et la fragmentation de la nation" ne sont pas autorisées en vertu de la Charia (loi Islamique). La réforme ne peut aboutir qu'en donnant des avis et des conseils", et non par l'émission et la collecte de signatures, par l'intimidation ou les déclarations incendiaires qui violent ce que Dieu le très-Haut a ordonné" (les sourate 4 et aya 83, du Coran ont été cités à l'appui).
Le Conseil s'oppose rarement au gouvernement, et quand il le fait ne l'exprime que par le silence. Les avis des observateurs diffèrent quant au degré d'influence réelle du Conseil. Certains avancent que le gouvernement consulte généralement le Conseil avant chaque émission de loi, tandis que d'autres déclarent qu'il est consulté "plus souvent que pas du tout", le gouvernement lui faisant appel " quand il veut et ne cherche ensuite qu'à obtenir une approbation". Selon Christopher Boucek, l'influence du Conseil et des oulémas, en général, varie en fonction du sentiment de sécurité de la famille royale. Un haut niveau d'assurance de la famille royale conduirait à mépris moins affiché, et un plus grand contrôle sur l'établissement religieux. Contrairement aux oulémas chiites, les oulémas saoudiens n'ont pas de terres génératrices de revenus ni de dotations, et leurs salaires sont entièrement à la charge du gouvernement.
En 1992, le roi Fahd fait pression sur sept membres des Hauts Oulémas à la retraite afin qu'ils signent une lettre condamnant les attaques des conservateurs sur la famille al-Saoud. En 2009, un autre membre —Cheikh Saad bin Nasser al-Shithri— fut contraint de démissionner après s'être opposé à la mixité dans la nouvelle université des sciences et technologies du roi Abdallah, première université mixte du royaume.